# Drácula (film 1931 Melford)
Drácula è un film horror del 1931, diretto da George Melford e prodotto da Universal Studios. Venne girato simultaneamente (con lo stesso produttore Carl Laemmle Jr.) al film Dracula di Tod Browning, utilizzando gli stessi set, ma recitato in spagnolo e ungherese con un cast e una troupe differenti.
In tempi recenti, questa versione è stata maggiormente apprezzata da alcuni critici rispetto alla più celebre versione in lingua inglese con Lugosi. Il cast spagnolo ebbe il vantaggio di poter visionare i giornalieri della versione inglese arrivando sul set alla sera, e di sperimentare inquadrature più creative e un differente utilizzo degli effetti di illuminazione.
Il film fu a lungo ritenuto perduto fino a quando ne venne ritrovata e restaurata una copia negli anni settanta. Nel 2015, la Biblioteca del Congresso ha selezionato il film per la conservazione nel National Film Registry, per meriti "culturali, storici, o estetici".

## Trama

Una scena del film

L'agente immobiliare Renfield si reca in Transilvania per concludere la vendita del castello al Conte Dracula. Ma il conte è in realtà un vampiro e sottomette Renfield utilizzando l'ipnosi e ne fa un suo servitore, quindi parte con lui imbarcandosi clandestinamente in una nave, nascondensosi in una bara, alla volta dell'Inghilterra. Giunto a Londra, il conte punta le grazie della bella Eva, figlia del dottor Seward, ma il professore Van Helsing, intuisce che Dracula è un vampiro e cerca di ostruire le sue oscure trame.

## Produzione
A causa dell'avvento del sonoro, il mercato latinoamericano necessitava di una copia del film recitata in spagnolo. La soluzione del doppiaggio non era considerata all'epoca attuabile, venne così deciso di realizzare una seconda versione del film con un differente cast e recitata in spagnolo.
Oltre agli stessi set furono utilizzate anche alcune scene della "gemella" versione inglese (l'apparizione delle tre spose di Dracula ed i campi lunghi del vampiro, ad esempio). Questa versione è leggermente più lunga di quella in lingua inglese con Bela Lugosi.

## Distribuzione
La prima avvenne a L'Avana, Cuba, l'11 marzo 1931; fu presentato anche a New York il giorno 24 aprile dello stesso anno.

## Edizioni Home Video
Negli Stati Uniti Drácula venne distribuito nel mercato home video per la prima volta il 10 settembre 1992 in formato VHS dalla MCA/Universal Home Video.

### Edizione Italiana
In Italia il film è stato pubblicato in DVD nel 2004, all'interno della raccolta Dracula Legacy Collection della Universal. Successivamente, è stato incluso tra i contenuti speciali del Blu-ray del Dracula di Browning, compreso nel cofanetto dedicato ai Mostri della Universal pubblicato nel 2014. Il film è distribuito in lingua originale (spagnolo e ungherese) sottotitolato in italiano.